# Ian Buchanan
Ian Buchanan (Hamilton, 16 giugno 1957) è un attore britannico.
Noto per aver interpretato i personaggi di Duke Lavery in General Hospital (1986-1989) e di Dick Tremayne in I segreti di Twin Peaks (1990-1991). Ha ottenuto la fama mondiale grazie al personaggio del dottor James Warwick in Beautiful, ruolo ricoperto dal 1993 al 1999 da protagonista e dal 2004 al 2011, e nel 2017, con sporadiche apparizioni. Nel 1997 ha vinto un Emmy Awards come miglior attore non protagonista.

## Biografia
Nel 1986 viene scelto per la parte di Duke Lavery nella famosa serie tv General Hospital. Grazie a quella parte ottiene 4 nomination ai Soap Opera Digest Awards vincendolo nel 1988 come miglior attore esordiente; sul set conosce Finola Hughes che diventerà sua grande amica. Lasciata la serie nel 1989 viene ingaggiato nel telefilm I segreti di Twin Peaks dal 1990 al 1991.
Dopo aver partecipato ad alcuni film nel 1993 viene scelto per interpretare il dr. James Warwick nella celebre soap Beautiful. Grazie a Beautiful ha ottenuto la fama in tutto il mondo oltre a prestigiosi riconoscimenti, ben 5 candidature agli Emmy Awards (dal 1994 al 1998) come miglior attore non protagonista ed una vittoria nel 1997. Nel 1999 esce dalla soap ma non definitivamente. Tornerà infatti nel 2004 e tra il 2008 e 2009. Sul set della soap ha conosciuto Susan Flannery, tra i due sbocciò una grande simpatia e molti hanno sempre parlato di una loro presunta relazione. Insieme hanno fatto il giro del mondo.
Fuori da Beautiful interpreta ruoli in Streghe (2001), Prima o poi divorzio! (2005) e recita al fianco di Jodie Foster nel film Panic Room (2002). Tra il 2005 e il 2006 è tra i protagonisti de La valle dei pini, mentre successivamente ha interpretato ruoli in Batman: The Brave and the Bold (2009).

## Filmografia parziale

### Cinema
- La settima profezia (The Seventh Sign), regia di Carl Schultz (1988)
- Blue Flame (1993)
- Calma apparente (1994)
- Ivory Tower (1998)
- Impulsioni mortali (2001)
- Panic Room, regia di David Fincher (2002)
- Trainwreck: My Life as an Idoit(2007)
- Make the Yuletide Gay (2009)

### Televisione
- General Hospital – serie TV, 252 episodi (1986-2020)
- Un giustiziere a New York (The Equalizer) – serie TV, 1 episodio (1986)
- Colombo (Columbo) – serie TV, episodio 9x02 (1990)
- I segreti di Twin Peaks (Twin Peaks) – serie TV, 11 episodi (1990-1991)
- Un catastrofico successo (On the Air) – serie TV, 7 episodi (1992)
- In viaggio nel tempo (Quantum Leap) – serie TV, 1 episodio (1993)
- Beautiful (The Bold and the Beautiful) – serie TV, 636 (1993-2017)
- La tata (The Nanny) – serie TV, 1 episodio (1995)
- NYPD - New York Police Department (NYPD Blue) – serie TV, 1 episodio (1995)
- Batman of the Future (Batman Beyond) – serie TV, (1999) – voce
- Il tempo della nostra vita (Days of Our Lives) – serie TV, 48 episodi (2001-2012)
- Nash Bridges – serie TV, 1 episodio(2001)
- Streghe (Charmed) – serie TV, 2 episodi (2001)
- Stargate SG-1 – serie TV, 1 episodio (2002)
- Justice League – serie TV, 3 episodi (2002-2003) – voce
- Alias – serie TV, 1 episodio (2004)
- Prima o poi divorzio! (Yes, Dear) – serie TV, 1 episodio (2005)
- La valle dei pini (All My Children) – serie TV, 25 episodi (2005-2006)
- Nip/Tuck – serie TV, 1 episodio (2007)

## Doppiatori italiani
Nelle versioni in italiano delle opere in cui ha recitato, Ian Buchanan è stato doppiato da:
- Teo Bellia in Colombo, I segreti di Twin Peaks (ep. 2x09)
- Giorgio Locuratolo in General Hospital
- Massimo Lodolo ne I segreti di Twin Peaks
- Luca Ward ne I segreti di Twin Peaks (ep. 2x10-14)
- Gino La Monica in Un catastrofico successo
- Massimo Cinque in Beautiful
- Oliviero Dinelli in La tata
- Stefano De Sando in NYPD - New York Police Department
- Roberto Draghetti in Streghe
- Sergio Di Stefano in Panic Room
- Massimo Rinaldi in Alias

## Riconoscimenti (parziale)
- Premio Emmy
  - 1994 - Candidatura al miglior attore non protagonista in una serie drammatica per Beautiful
  - 1995 - Candidatura al miglior attore non protagonista in una serie drammatica per Beautiful
  - 1996 - Candidatura al miglior attore non protagonista in una serie drammatica per Beautiful
  - 1997 - Miglior attore non protagonista in una serie drammatica per Beautiful
  - 1998 - Candidatura al miglior attore non protagonista in una serie drammatica per Beautiful
- Soap Opera Digest Awards
  - 1988 - Miglior giovane attore in una soap opera per General Hospital
  - 1988 - Candidatura alla miglior coppia  in una soap opera per General Hospital (condiviso con Finola Hughes)
  - 1989 - Candidatura alla Miglior coppia in una soap opera per General Hospital (condiviso con Finola Hughes)
  - 1989 - Candidatura al miglior eroe in una soap opera per General Hospital
  - 1999 - Miglior attore non protagonista in una soap opera per Beautiful